# Jack Hunter (Filmreihe)
Jack Hunter ist eine US-amerikanische Archäologie-Abenteuer-Filmreihe aus dem Jahr 2008 (in Anlehnung an Indiana Jones). Sie besteht aus den drei Filmen Jack Hunter und die Jagd nach dem verlorenen Schatz, Jack Hunter und die Suche nach dem Grab des Pharao und Jack Hunter und das Zepter des Lichts.

## Handlung
Teil 1:
Der junge Archäologe Jack will eigentlich nur eine Steintafel mit einer Keilschrift aus der mesopotamischen Metropole  Ugarit fotografieren. Da er dabei jedoch gefangen genommen wird, stiehlt er sie aus einem Privatmuseum in Frankreich. Er weigert sich zunächst, seinen Mentor Professor Frederic „Freddie“ Shaffer zu begleiten, der das Gedicht der Tafel für eine Schatzkarte hält, ändert seine Meinung jedoch, als dieser beim Raub der Tafel getötet wird. Der offensichtliche Verdächtige ist der syrische Artefakthändler Ali, weshalb Jack nach Damaskus fliegt. Dort muss er mit Nadia und ihrem Fahrer Tariq zusammenarbeiten. Während ihrer Schatzsuche werden sie unter anderem von Albert Littman bedroht.
Teil 2:
Der Pharao Echnaton, der Ugarit überfallen hat, hat den Schatz und den zweiten Teil des Zepters des Lichts gestohlen. Jack und sein Team suchen sein Grab, um den Schatz und das Zepter des Lichts zu finden.
Teil 3:
Die Römer haben Echnatons Grab bereits gefunden, weshalb Jack und seine Freunde weiter nach dem Schatz suchen müssen und sie versuchen, das Zepter des Lichts von Littmann und den Russen zurückzubekommen.

## Episodenliste
| Nr. | Deutscher Titel                                     | Originaltitel                                  | Erstausstrahlung USA | Deutschsprachige Erstausstrahlung (D) |
| --- | --------------------------------------------------- | ---------------------------------------------- | -------------------- | ------------------------------------- |
| 1   | Jack Hunter und die Jagd nach dem verlorenen Schatz | Jack Hunter and the Lost Treasure of Ugarit    | 23. Dez. 2008        | 5. Juni 2009                          |
| 2   | Jack Hunter und die Suche nach dem Grab des Pharao  | Jack Hunter and the Quest for Akhenaten's Tomb | 30. Dez. 2008        | 12. Juni 2009                         |
| 3   | Jack Hunter und das Zepter des Lichts               | Jack Hunter and the Star of Heaven             | 6. Jan. 2009         | 19. Juni 2009                         |

In den USA erfolgte die Erstausstrahlung auf dem Sender Syfy, die deutschsprachige Erstausstrahlung auf RTL II. Die Filme wurden einzeln und als Komplettbox auf DVD und Blu-ray Disc veröffentlicht.

## Rezeption
Die Reihe wurde als offensichtliche Low-Budget-Kopie von Indiana Jones beschrieben. Auf der Website Jumping Sharks wird sie sarkastisch bewertet:

“Let me make it crystal clear – this is a completely original miniseries, in no way stealing anything at all from Indiana Jones. Nope. No siree. Well, maybe just a bit. Okay, maybe a bit more than a bit. Oh, alright – they basically copied Indiana Jones, right down to his trademarked hat.”

„Lassen Sie es mich glasklar ausdrücken – das ist eine völlig originale Miniserie, die in keiner Weise etwas von Indiana Jones stiehlt. Nein. Kein bisschen. Na ja, vielleicht nur ein bisschen. Okay, vielleicht ein bisschen mehr als ein bisschen. Oh, in Ordnung – sie haben Indiana Jones im Grunde genommen bis hin zu seinem Markenzeichen, dem Hut kopiert.“

Auch auf der Website Quotenmeter.de erhielt die Filmreihe mit 30 % eine schwache Wertung. Auch hier wurde die Ähnlichkeit mit Indiana Jones und die verwendeten Klischees kritisiert. Außerdem wurden die Tricks als unterdurchschnittlich bewertet. Lob gab es lediglich für die Außenaufnahmen, Fans der Serie Relic Hunter – Die Schatzjägerin wird die Reihe jedoch empfohlen.